# والنتین پتیک
والنتین پتیک (به انگلیسی: Valentin Petic،  زادهٔ ۱۸ دسامبر ۱۹۹۹) یک کشتی‌گیر فرنگی‌کار اهل کشور مولداوی است. وی سابقه حضور در المپیک ۲۰۲۴ پاریس را دارد.